# Pescara Calcio a 5
Pescara Calcio a 5 – włoski klub futsalowy z siedzibą w mieście Pescara, obecnie występuje w najwyższej klasie rozgrywkowej Włoch.

## Historia
Klub Angelantonio Calcio a 5 został założony w miejscowości Pescara w 1999 roku. Po sezonie w Serie D, gdzie zwyciężył w mistrzostwach, w następnym roku zespół wygrał również mistrzostwa regionu Serie C. W sezonie 2002/03 zajął trzecie miejsce w debiucie w narodowej Serie B, a w drugim sezonie był na drugim miejscu. W 2003 roku klub zmieniła nazwę na Pescara Sport Five, a po zakończeniu sezonu 2003/04 awansował do Serie A2, W 2006 po barażach zdobył promocję do Serie A. W 2007 znów zmienił nazwę, tym razem na Pescara Calcio a 5. W sezonie 2014/15 osiągnął swój historyczny sukces, zdobywając mistrzostwo kraju. W następnym sezonie był drugim w lidze, zdobył Puchar i Superpuchar Włoch. W sezonie 2016/17 zdobył wicemistrzostwo, Puchar i Superpuchar.

## Sukcesy
- Mistrzostwo Włoch (1): 2014/15
- Puchar Włoch (2): 2015/16, 2016/17
- Superpuchar Włoch (2): 2016, 2017